# Ewaryst Łój
Ewaryst Łój, né le 30 août 1912, à Strzelno, en Pologne et décédé le 4 juillet 1973, à Poznań, en Pologne est un ancien joueur polonais de basket-ball.

## Palmarès
- 3e du championnat d'Europe 1939